# Agwaansamdangijn Süchbat
Agwaansamdangijn Süchbat (ur. 30 lipca 1971) – mongolski zapaśnik w stylu wolnym i klasycznym. Czterokrotny uczestnik mistrzostw świata, szósty w 1993. Srebrny medal w mistrzostwach Azji w 1995 i brązowy w 1993. Srebro na igrzyskach wschodniej Azji w 1997 roku.